# Haralson County
Haralson County is een county in de Amerikaanse staat Georgia.
De county heeft een landoppervlakte van 731 km² en telt 25.690 inwoners (volkstelling 2000). De hoofdplaats is Buchanan.

## Bevolkingsontwikkeling

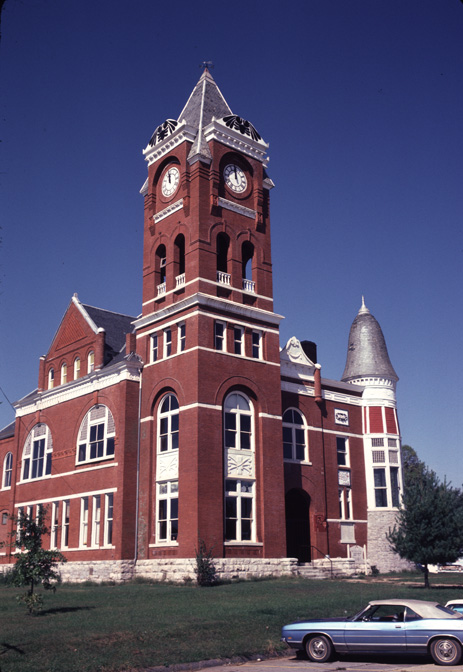
Haralson County Courthouse